# Züsow
Züsow est une municipalité allemande du Land de Mecklembourg-Poméranie-Occidentale et de l'arrondissement du Mecklembourg-du-Nord-Ouest. En 2015, elle comptait 289 habitants.